# Gary Correa
Gary Correa (Lima, 23 de mayo de 1990) es un futbolista peruano. Juega como mediocentro y su equipo actual es Deportivo Municipal de Pangoa de la Liga 3 de Perú. Tiene 35 años.

## Trayectoria
Comenzó su carrera en las divisiones menores de la «U». En el año 2007 fue ascendido al primer equipo. Su debut en primera división se produjo el 22 de julio de 2007 en el partido Cienciano - Universitario, jugado en la ciudad del Cuzco, el cual finalizó 0-1 a favor de la «U» por el Torneo Clausura. Fue prestado hasta fines de 2008 al Melgar y en enero de 2009 regresó a Universitario de Deportes.
Luego, a mediados de 2009 fue contratado por el Juan Aurich de Chiclayo, equipo en el que se mantuvo hasta el final de 2010. En 2009 jugó 2 partidos sumando a la bolsa de minutos, fue parte del equipo que clasificó y jugó la Copa Libertadores 2010.
A inicios del año 2011, firmó por el Melgar de Arequipa. En abril de ese mismo año, dio positivo en una prueba de antidopaje luego de jugar ante Cobresol por la cuarta fecha del Descentralizado. Por ello, fue suspendido de toda actividad futbolística por el resto de la temporada 2011.
Posteriormente, fichó por Inti Gas de Ayacucho para el año siguiente. Con los zorros jugó la Copa Sudamericana 2012, enfrentando a Millonarios.

### Cienciano
Luego de su paso por Ayacucho firma con Cienciano del Cusco. El 2014 fue un excelente año para él, al anotar 11 goles en 30 partidos, siendo una de las figuras del equipo.
Logró clasificar a la Copa Sudamericana 2017 con Comerciantes Unidos, en solo un semestre logró ganarse a la hinchada con 4 goles en 11 partidos.
Luego de su paso por Cutervo regresó a la capital para jugar por el Club Deportivo Universidad San Martín, en San Martin estuvo 2 años en las cuales fue figura anotando un total de 12 goles.

### Universitario de Deportes
Su gran año con la San Martin hizo que los clubes grandes se interesen en él. Luego de quedar como jugador libre, el 27 de diciembre del 2018 es oficializado como nuevo refuerzo de Universitario de Deportes por los próximos dos años.
Luego de un año irregular en rendimiento fue enviado a préstamo al Atlético Grau para afrontar la Copa Sudamericana 2020. Donde logra ganar la Supercopa Peruana , a final de año termina descendiendo con el equipo piurano. A pesar de estar entrenando con el elenco crema y tener contrato vigente, fue enviado a préstamo al Cultural Santa Rosa por todo el 2021. Con CD Los Chankas, logra jugar 18 partidos sin lograr ser protagonista, pierde en el reducido por la promoción frente a Unión Comercio.

## Selección nacional
Ha sido internacional con la selección de fútbol del Perú en la categoría sub-17. Participó en el Mundial Sub-17 de Corea del Sur.

### Participaciones en Copas del Mundo
| Mundial                     | Sede          | Resultado        |
| --------------------------- | ------------- | ---------------- |
| Copa Mundial Sub-17 de 2007 | Corea del Sur | Cuartos de final |

## Clubes
Actualizado al último partido disputado el 30 de agosto de 2023.
| Club                          | País          | Año           | Partidos | Goles |
| ----------------------------- | ------------- | ------------- | -------- | ----- |
| Universitario de Deportes     | Perú          | 2007-2008     | 10       | 0     |
| FBC Melgar                    | Perú          | 2008          | 12       | 2     |
| Universitario de Deportes     | Perú          | 2009          | 8        | 0     |
| Juan Aurich                   | Perú          | 2009-2010     | 14       | 0     |
| FBC Melgar                    | Perú          | 2011          | 4        | 0     |
| Inti Gas                      | Perú          | 2012-2013     | 49       | 5     |
| Cienciano                     | Perú          | 2013-2014     | 48       | 15    |
| Real Garcilaso                | Perú          | 2015-2016     | 37       | 4     |
| Comerciantes Unidos           | Perú          | 2016          | 13       | 4     |
| Universidad de San Martín     | Perú          | 2017-2018     | 75       | 12    |
| Universitario de Deportes     | Perú          | 2019          | 18       | 2     |
| Atlético Grau                 | Perú          | 2020          | 22       | 2     |
| Los Chankas                   | Perú          | 2021          | 12       | 0     |
| Juan Aurich                   | Perú          | 2022          | 22       | 4     |
| Comerciantes FC               | Perú          | 2023-2024     |          |       |
| Deportivo Municipal de Pangoa | Perú          | 2025 - Act.   |          |       |
| Total carrera                 | Total carrera | Total carrera | 359      | 50    |

## Palmarés

### Campeonatos nacionales
| Título            | Club                      | País | Año  |
| ----------------- | ------------------------- | ---- | ---- |
| Torneo Apertura   | Universitario de Deportes | Perú | 2008 |
| Supercopa Peruana | Atlético Grau             | Perú | 2020 |

## Palmarés

### Distinciones individuales
| Distinción                                                                                         | Año  |
| -------------------------------------------------------------------------------------------------- | ---- |
| Incluido en el equipo ideal del Torneo Apertura de Perú según el portal periodístico DeChalaca.com | 2014 |